# Stefan Glass

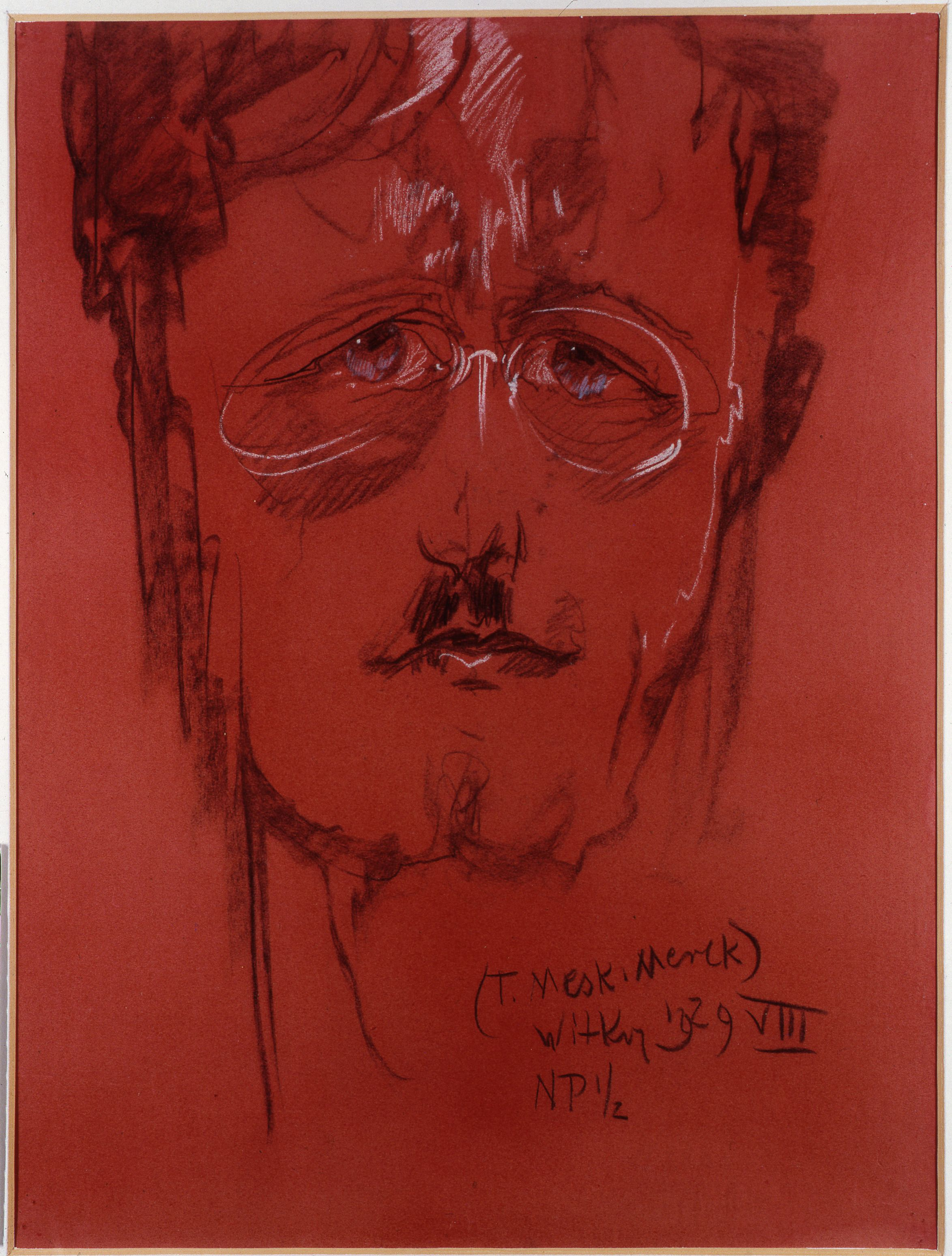
Portret Stefana Glassa autorstwa Witkacego

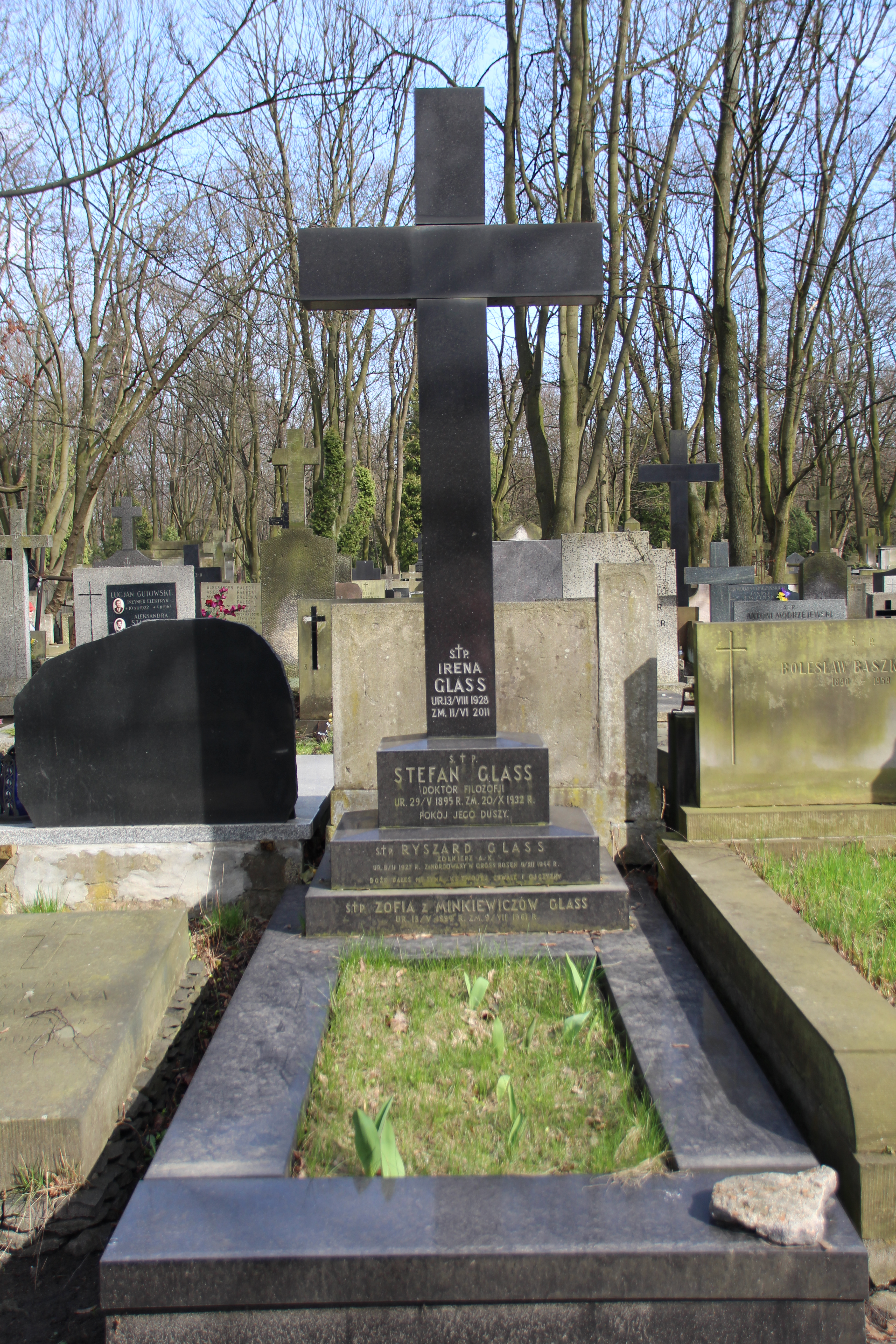
Grób Stefana Glassa na cmentarzu Powązkowskim

Stefan Glass (ur. 29 maja 1895 w Warszawie, zm. 20 października 1932 tamże) – polski matematyk i poeta, przyjaciel Witkacego.

## Życiorys
Syn adwokata Jakuba Glassa (1864–1942) i malarki Aliny z Bondych (1865–1935). Ukończył gimnazjum Emiliana Konopczyńskiego w Warszawie. Jego kolegami gimnazjalnymi byli Gustaw Bychowski i Stefan Srebrny. Na Uniwersytecie Lwowskim studiował matematykę. Okres I wojny światowej spędził we Włoszech, studiując pod kierunkiem Ulisse Diniego w Pizie. Następnie wyjechał do Zurychu, gdzie kontynuował naukę u Hermanna Weyla. Po I wojnie światowej wrócił do Polski i został asystentem na Politechnice Warszawskiej u Juliusza Rudnickiego. W 1925 obronił doktorat z filozofii na Uniwersytecie im. Stefana Batorego w Wilnie. Należał do Polskiego Towarzystwa Matematycznego.
Przyjaźnił się z Witkacym i pod pseudonimem „dr Dezydery Prokopowicz” napisał rozdział poświęcony eterowi w jego traktacie o narkotykach Nikotyna Alkohol Kokaina Peyotl Morfina Eter. Witkacy kilkanaście razy sportretował Stefana Glassa, pięć portretów znajduje się w Muzeum Pomorza Środkowego w Słupsku.
Tłumaczył na język polski utwory Lenormanda i Gide′a. Zmarł śmiercią samobójczą w 1932 roku, otruł się gazem w swojej pracowni. Pochowany jest na cmentarzu Powązkowskim (kwatera 113, rząd 6, miejsce 13). Pośmiertnie wydano jego zbiór poezji Samotna udręka (1934), z przedmową Floriana Sobieniowskiego.
Żonaty z Zofią z domu Minkiewicz (1899–1961), mieli troje dzieci: Irenę (1928–2011), Jerzego i Ryszarda (1927–1944).

## Publikacje
- „Ku powadze życia” W: Bez przyłbicy. Zbiór prac maturzystów szkół polskich. Warszawa: nakł. Mieczysława Michałkiewicza, 1912 s. 256–303
- Sur les géometries de Cayley et sur une géométrie plane particulière. Rocznik Polskiego Towarzystwa Matematycznego 5, ss. 20-36, 1926
- Dowód pewnych równości. Mathesis Polska 4 (3-4), s. 51–53, 1928
- Samotna udręka.  Warszawa: Dom Książki Polskiej, 1934